# Aora anomala
Aora anomala är en kräftdjursart. Aora anomala ingår i släktet Aora och familjen Aoridae. Inga underarter finns listade i Catalogue of Life.